# Đảo Phi Phi
Quần đảo Phi Phi (tiếng Thái: หมู่เกาะพีพี, (phát âm là 'Pee Pee') là một nhóm đảo ở Thái Lan nằm giữa đảo lớn Phuket và eo biển Malacca của Thái Lan. Quần đảo này là một phần hành chính của tỉnh Krabi. Ko Phi Phi Don (tiếng Thái: เกาะพีพีดอน; RTGS: ko phiphi don) (ko tiếng Thái: เกาะ   'đảo') là hòn đảo lớn nhất và đông dân nhất trong quần đảo, mặc dù các bãi biển của hòn đảo lớn thứ hai, Ko Phi Phi Le (tiếng Thái: เกาะพีพีเล; RTGS: ko phiphi le) cũng có nhiều khách ghé thăm. Phần còn lại của các đảo trong nhóm, bao gồm Bida Nok, Bida Nai và Bamboo Island (Ko Mai Phai), không có nhiều hơn các tảng đá vôi lớn nhô ra biển. Các đảo có thể đến được bằng tàu cao tốc hoặc thuyền đuôi dài thường xuyên nhất từ thị trấn Krabi hoặc từ các bến tàu ở tỉnh Phuket.
Phi Phi Don ban đầu là dân cư của ngư dân Hồi giáo vào cuối những năm 1940, và sau đó trở thành một đồn điền trồng dừa. Dân số Thái cư trú tại Phi Phi Don vẫn hơn 80% theo đạo Hồi. Tuy nhiên, dân số hiện tại - nếu tính cả những lao động ngắn hạn - theo đạo Phật nhiều hơn là theo đạo Hồi. Dân số cư trú từ 2.000 đến 3.000 người (2013).
Quần đảo này trở nên nổi tiếng trên toàn thế giới khi Ko Phi Phi Le được sử dụng làm địa điểm để quay bộ phim The Beach của Anh - Mỹ năm 2000. Điều này đã kéo theo nhiều chỉ trích, với tuyên bố rằng công ty điện ảnh đã làm hỏng môi trường của hòn đảo - các nhà sản xuất được cho là đã san ủi các khu vực bãi biển và trồng cây cọ để khiến đảo giống với mô tả trong sách hơn, một cáo buộc về các nhà làm phim. Sự gia tăng du lịch là do bộ phim được phát hành, dẫn đến nạn suy thoái môi trường gia tăng. Phi Phi Le là nơi có "Hang động Viking", nơi có ngành công nghiệp thu hoạch yến sào đang phát triển mạnh.
Ko Phi Phi đã bị tàn phá bởi trận sóng thần ở Ấn Độ Dương vào tháng 12 năm 2004, khi gần như toàn bộ cơ sở hạ tầng của hòn đảo bị phá hủy.

## Lịch sử

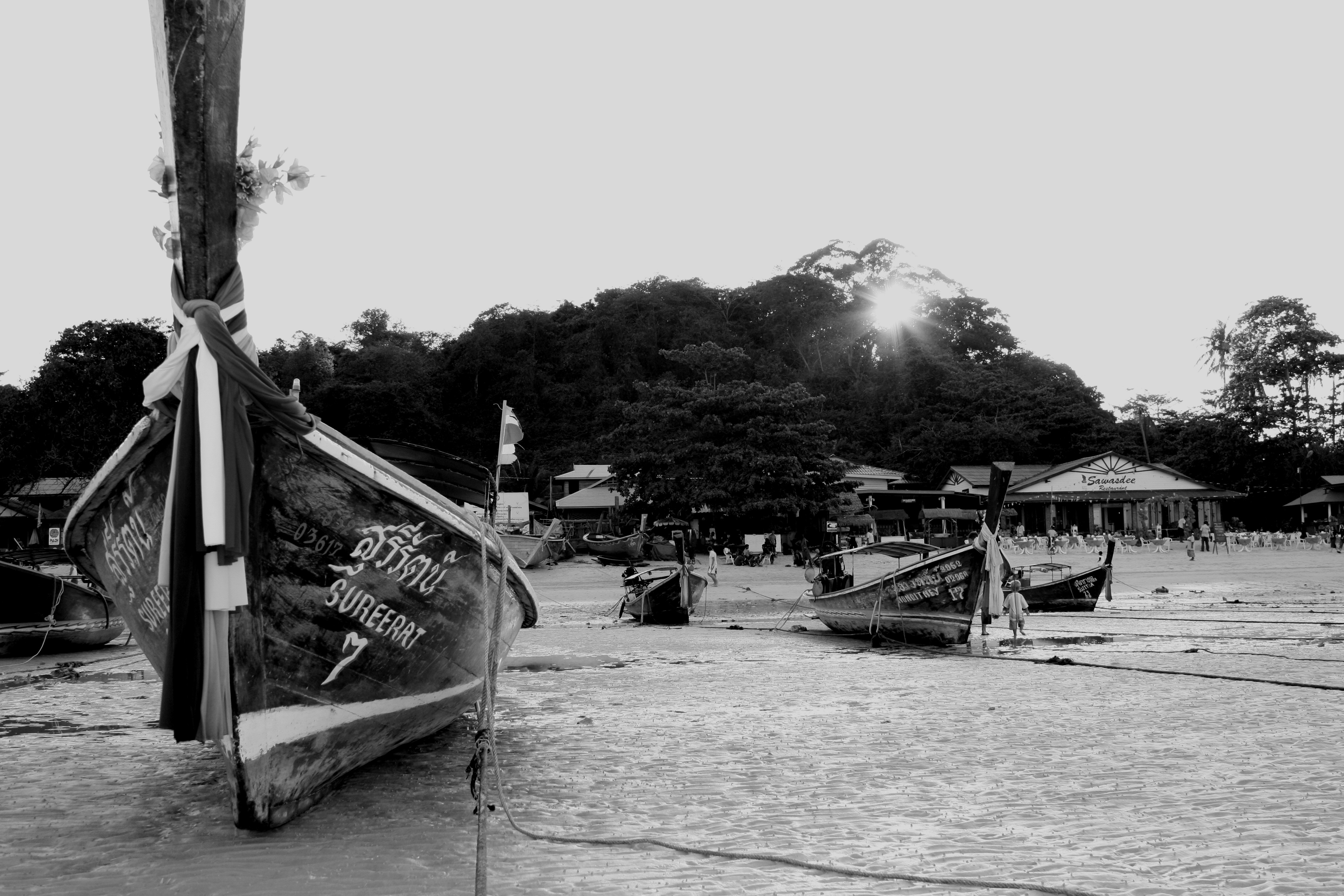
Thuyền Gypsy, Ko Phi Phi

Từ những khám phá khảo cổ, người ta tin rằng khu vực này là một trong những cộng đồng lâu đời nhất ở Thái Lan, có từ thời tiền sử. Người ta tin rằng tỉnh này có thể lấy tên từ Krabi, có nghĩa là 'thanh kiếm'. Điều này có thể xuất phát từ một truyền thuyết rằng một thanh kiếm cổ đã được khai quật trước khi thành lập thành phố.
Tên Phi Phi (phát âm là "phi-phi") bắt nguồn từ tiếng Mã Lai. Tên ban đầu của quần đảo là Pulau Api-Api ('hòn đảo rực lửa'). Tên gọi này đề cập đến Pokok Api-Api, hoặc "cây rực lửa" (rừng mắm ổi xám) được tìm thấy trên các hòn đảo. Đảo nằm ở 7.6782 ° N, 98.7657 ° E.

## Địa lý
Có sáu hòn đảo trong quần đảo được gọi là Phi Phi. Nhóm đảo này nằm cách 40 kilômét (25 dặm) về phía nam đảo Phuket và là một phần thuộc Hat Nopparat Thara-Ko Phi Phi National Park. Vườn quốc gia có diện tích 242.437 rai (38.790 ha). là nơi có vô số san hô và sinh vật biển. Có những dãy núi đá vôi với những vách đá, hang động, bãi cát dài trắng mịn.
Phi Phi Don và Phi Phi Le là những hòn đảo lớn nhất và nổi tiếng nhất. Phi Phi Don có diện tích 9,73 kilômét vuông (3,76 dặm vuông Anh): 8 kilômét (5,0 dặm) chiều dài và 3,5 kilômét (2,2 dặm) chiều rộng. Phi Phi Le có 2 kilômét (1,2 dặm). Tổng cộng, quần đảo chiếm giữ 12,25 kilômét vuông (4,73 dặm vuông Anh)
Ko Phi Phi Le
- Crab-eating macaque (Macaca fascicularis)
- View of the northern part of Ko Phi Phi Le
- Phi Phi Le Island

## Hành chính

Quần đảo Phi Phi

Có hai ngôi làng hành chính tại Ko Phi Phi dưới sự quản lý của huyện Ao Nang, huyện Mueang Krabi, tỉnh Krabi. Có chín khu định cư dưới hai ngôi làng này.
Các ngôi làng này là:
- Laem Thong (บ้านแหลม ต ง, Mu 8, từ 300-500 người)
  - Ban Ko Mai Phai (khoảng 20 ngư dân sống trên đảo này)
  - Ban Laem Tong
  - Ao Loh Bakhao
  - Ao Lana
- Ko Phi Phi (บ้าน เกาะ พี พี, Mu 7, từ 1.500 - 2.000 người)
  - Ao Maya (khoảng 10 người, chủ yếu ở trạm kiểm lâm)
  - Ton Sai, thủ đô và khu định cư lớn nhất
  - Hat Yao
  - Ao Lodalum
  - Laem Pho

## Khí hậu
Công viên quốc gia Hat Noppharat Thara - Mu Ko Phi Phi chịu ảnh hưởng của gió mùa nhiệt đới. Có hai mùa: mùa mưa từ tháng 5 đến tháng 12 và mùa nóng từ tháng 1 đến tháng 4. Nhiệt độ trung bình dao động trong khoảng 17–37 °C (63–99 °F). Lượng mưa trung bình mỗi năm là khoảng 2,231 milimét (0,0878 inch), với tháng ẩm ướt nhất là tháng bảy và tháng hai khô hạn nhất.

## Giao thông vận tải và thông tin liên lạc

### Đường sá
Kể từ khi Ko Phi Phi được tái xây dựng sau trận sóng thần năm 2004, những tuyến đường trải nhựa hiện bao phủ phần lớn Vịnh Ton Sai và Vịnh Loh Dalum. Tất cả các con đường chỉ dành cho người đi bộ với xe đẩy được sử dụng để vận chuyển hàng hóa và túi xách. Các phương tiện cơ giới được phép duy nhất được dành cho các dịch vụ khẩn cấp. Đi xe đạp là hình thức giao thông phổ biến nhất ở Ton Sai.

### Hàng không
Các sân bay gần nhất là tại Krabi, Trang và Phuket. Cả ba đều có kết nối đường bộ và thuyền trực tiếp.

### Phà
Thường xuyên có các chuyến phà đến Ko Phi Phi từ Phuket, Ko Lanta và thị trấn Krabi bắt đầu lúc 08:30. Các chuyến thuyền cuối ngày từ Krabi và Phuket khởi hành lúc 14:30. Trong "mùa xanh" (tháng 6-tháng 10), du lịch đến và đi từ Ko Lanta chỉ qua thị trấn Krabi.
Có một bến tàu nước sâu hiện đại lớn của chính phủ trên Vịnh Tonsai, Làng Phi Phi Don, được hoàn thành vào cuối năm 2009. Nó đi bằng các chuyến phà chính từ Phuket, Krabi và Ko Lanta. Du khách đến đảo Phi Phi phải trả 20 baht khi đến bến tàu. Thuyền lặn, thuyền đuôi dài và thuyền tiếp tế có điểm trả khách riêng dọc theo cầu tàu, giúp cầu tàu hoạt động hiệu quả vào mùa cao điểm.

## Du lịch

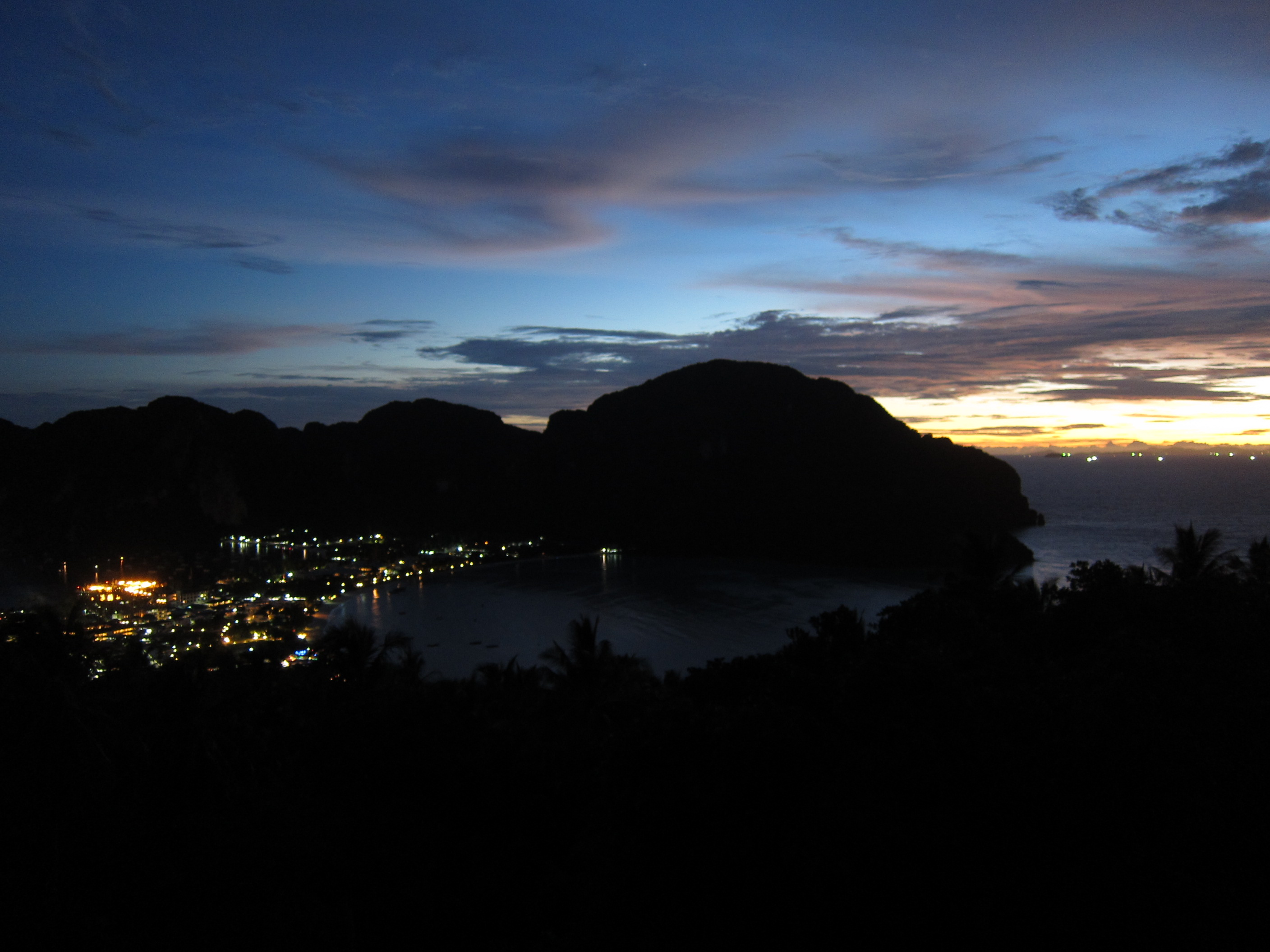
Hoàng hôn, Ko Phi Phi

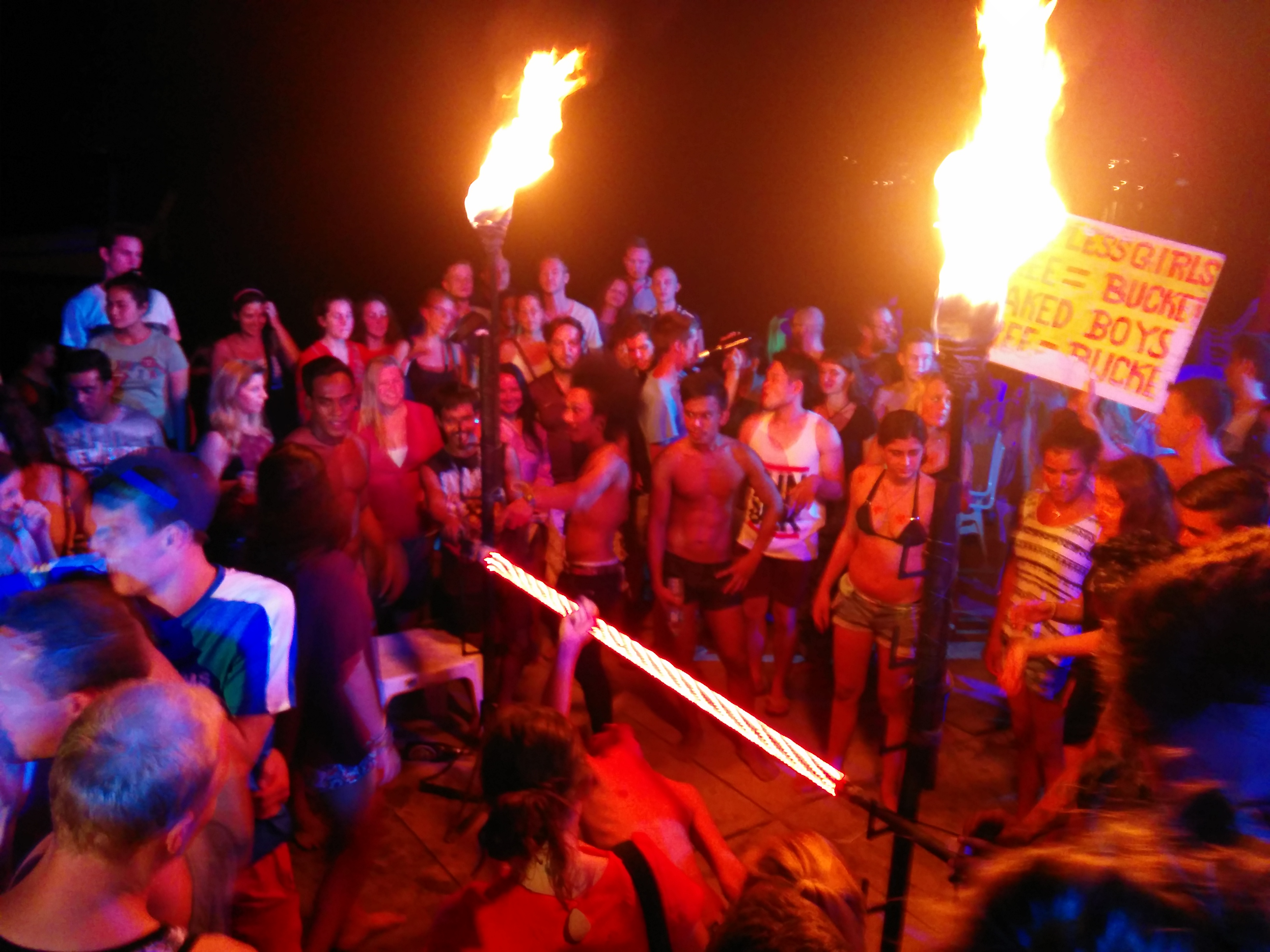
Tiệc tùng Phi Phi

Quần đảo có những bãi biển và làn nước trong vắt, và môi trường tự nhiên được bảo vệ trong tình trạng là công viên quốc gia. Du lịch trên các hòn đảo bùng nổ kể từ khi bộ phim The Beach được phát hành.
Vịnh Maya của Phi Phi Le đã đóng cửa với khách du lịch từ tháng 6 năm 2018 cho đến khi hệ sinh thái phục hồi, nhưng ít nhất phải một năm.

## Y khoa
Có một bệnh viện nhỏ trên đảo Phi Phi để cấp cứu. Với mục đích chính là ổn định các ca khẩn cấp và sơ tán đến bệnh viện Phuket. Khách sạn này nằm giữa Khách sạn Phi Phi Cabana và Tháp Ton Sai, cách bến tàu chính khoảng 5–7 phút đi bộ.

## Sóng thần năm 2004

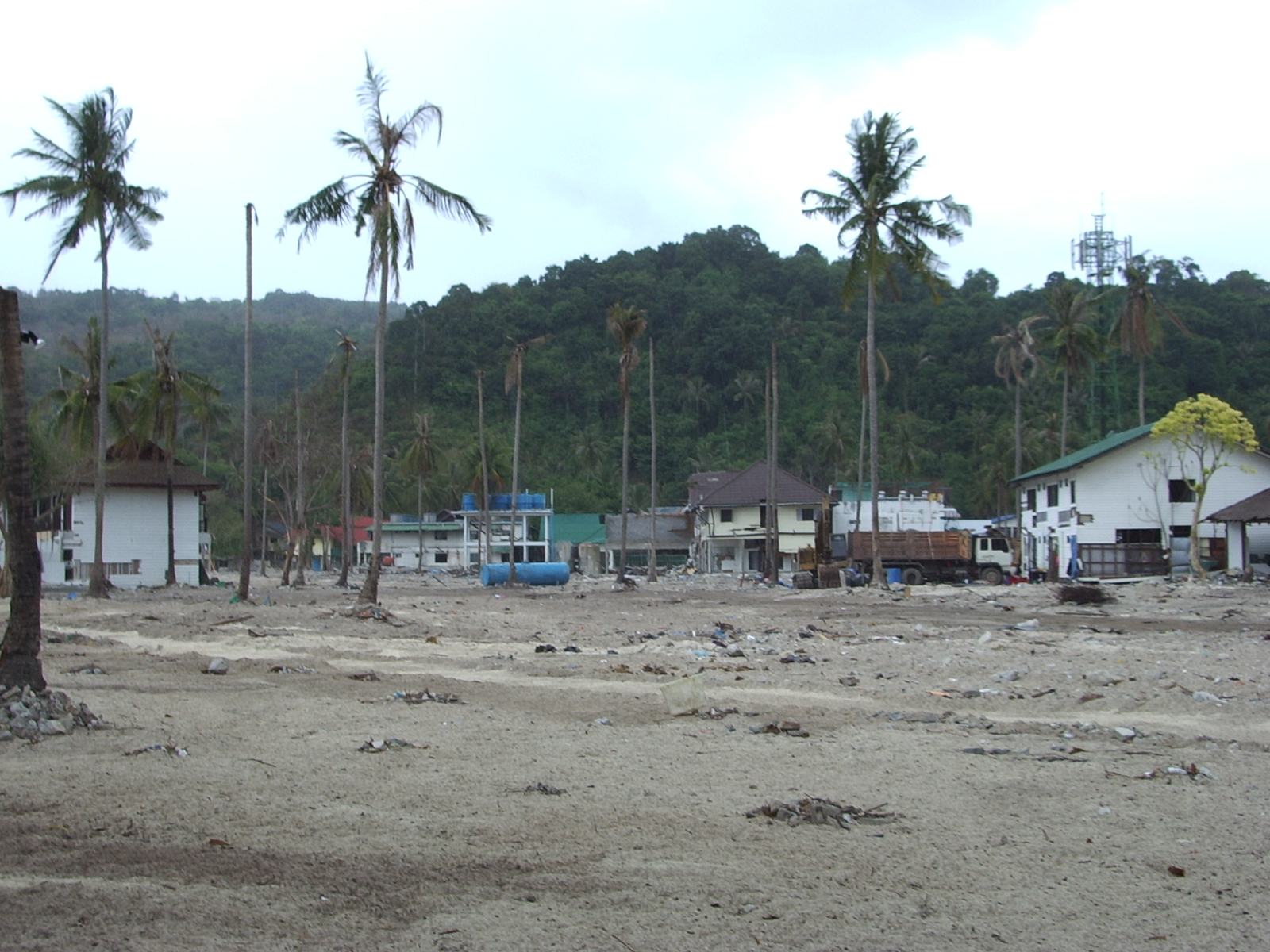
Ko Phi Phi Don, tháng 3 năm 2005 sau khi sóng thần ập đến.

Ngày 26 tháng 12 năm 2004, phần lớn nơi sinh sống của Phi Phi Don đã bị thảm họa sóng thần ở Ấn Độ Dương tàn phá. Ngôi làng chính của hòn đảo, Ton Sai (Banyan Tree, tiếng Thái: ต้นไทร), được xây dựng trên một eo đất cát nằm giữa hai rặng núi đá vôi dài và cao của hòn đảo. Hai bên Ton Sai là những vịnh hình bán nguyệt với những bãi biển trải dài. Eo đất này cao hơn mực nước biển 2 mét (6,6 foot).
Ngay sau 10 giờ ngày 26 tháng 12, nước từ cả hai vịnh rút đi. Khi sóng thần ập đến, vào lúc 10:37, nó đã xảy ra từ cả hai vịnh và gặp nhau ở giữa eo đất. Sóng đổ vào Vịnh Ton Sai 3 mét (9,8 foot). Sóng đổ vào Vịnh Loh Dalum 6,5 mét (21 foot). Sức mạnh của đợt sóng lớn hơn từ Vịnh Loh Dalum đã đẩy sóng thần và cũng phá vỡ các khu vực trũng thấp trong núi đá vôi, đi từ Vịnh Laa Naa đến Vịnh Bakhao, và tại Laem Thong (Làng Sea Gypsy), nơi 11 người chết. Ngoài những vụ tàn phá này, phía đông của hòn đảo chỉ trải qua lũ lụt và dòng chảy mạnh. Một đài tưởng niệm sóng thần được xây dựng để tưởng niệm người đã khuất nhưng sau đó đã bị dỡ bỏ để xây khách sạn mới vào năm 2015.
Vào thời điểm xảy ra sóng thần, hòn đảo ước tính có khoảng 10.000 người sinh sống, bao gồm cả khách du lịch.

## Tái thiết sau sóng thần
Sau trận sóng thần, khoảng 70% các tòa nhà trên đảo đã bị phá hủy. Đến cuối tháng 7 năm 2005, ước tính có khoảng 850 thi thể đã được vớt lên và khoảng 1.200 người vẫn mất tích. Tổng số người tử vong khó có thể được biết. Các hướng dẫn viên du lịch địa phương trích dẫn con số 4.000. Trong số cư dân Phi Phi Don, 104 trẻ em còn sống đã mất cả cha lẫn mẹ.
Trước hậu quả của sóng thần, người dân cư trú được chuyển đến trại tị nạn tại Nong Kok, tỉnh Krabi.
Vào ngày 6 tháng 1 năm 2005, một cựu cư dân Hà Lan của Phi Phi, Emiel Kok, đã thành lập một tổ chức tự nguyện, Help International Phi Phi ("HI Phi Phi"). HI Phi Phi đã tuyển dụng 68 nhân viên Thái Lan từ trại tị nạn, cũng như các tình nguyện viên du lịch ba lô tạm thời (trong đó hơn 3.500 người đã đề nghị hỗ trợ), và trở lại đảo để thực hiện công việc dọn dẹp và tái dựng. Ngày 18 tháng 2 năm 2005, một tổ chức thứ hai, trại lặn Phi Phi, được thành lập để dọn dẹp đống đổ nát khỏi vịnh biển và rạn san hô, hầu hết trong số đó là ở Vịnh Ton Sai.
Đến cuối tháng 7 năm 2005, 23.000 tấn đổ nát đã được chuyển khỏi hòn đảo, trong đó 7.000 tấn đã được dọn sạch bằng tay. "Chúng tôi cố gắng và làm càng nhiều càng tốt bằng tay", Kok nói, "bằng cách đó chúng tôi có thể tìm kiếm hộ chiếu và giấy tờ tùy thân." Phần lớn các tòa nhà được nhóm tìm kiếm của chính phủ cho là phù hợp để sửa chữa đã được phục hồi, và 300 cơ sở kinh doanh đã được khôi phục. HI Phi Phi đã được đề cử cho giải thưởng Anh hùng Châu Á của Tạp chí Time.
Tính đến ngày 6 tháng 12 năm 2005, gần 1.500 phòng khách sạn đã mở cửa và hệ thống cảnh báo sớm sóng thần đã được chính phủ Thái Lan lắp đặt với sự giúp đỡ của các tình nguyện viên.

## Tác động của du lịch đại chúng

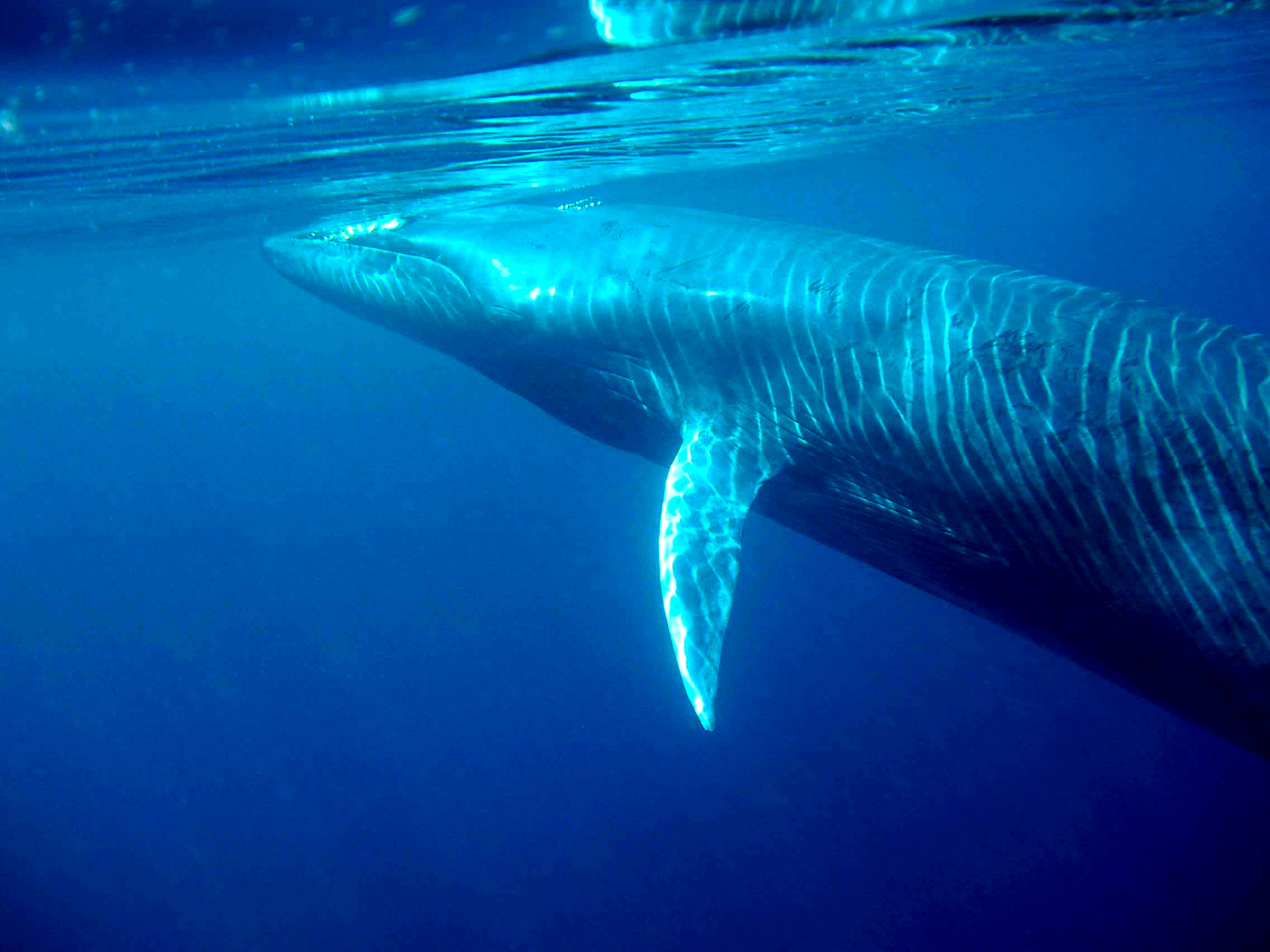
Cá voi Bryde bơi trong quần đảo

Kể từ sau trận sóng thần, Phi Phi đã bị đe dọa nhiều hơn từ hoạt động du lịch ồ ạt. Tiến sĩ Thon Thamrongnawasawat, một nhà hoạt động môi trường và là thành viên của Hội đồng Cải cách Quốc gia Thái Lan, đang vận động để giới hạn số lượng khách du lịch Phi Phi trước khi cảnh quan tự nhiên bị phá hủy hoàn toàn. Với việc miền nam Thái Lan thu hút thêm hàng nghìn khách du lịch mỗi ngày, Tiến sĩ Thon đưa ra quan điểm rằng hệ sinh thái đang bị đe dọa và đang nhanh chóng biến mất. Khi miền nam Thái Lan thu hút thêm hàng nghìn khách du lịch mỗi ngày, Tiến sĩ Thon đưa ra quan điểm rằng hệ sinh thái đang bị đe dọa và đang nhanh chóng biến mất. Tiến sĩ Thon, giảng viên sinh vật biển tại Đại học Kasetsart và là một nhà văn môi trường nổi tiếng cho biết: "Về mặt kinh tế, một số người có thể làm giàu, nhưng sự ích kỷ của họ sẽ phải trả giá đắt cho Thái Lan.
Hơn một nghìn khách du lịch đến Phi Phi mỗi ngày. Con số này không bao gồm những người đến bằng tàu cao tốc hoặc du thuyền thuê. Phi Phi sinh ra 25 tấn (28 tấn Mỹ) chất thải rắn mỗi ngày, tăng lên 40 tấn (44 tấn Mỹ) vào mùa cao điểm và hầu hết lượng chất thải này rời đảo Phi Phi ra đại dương - không được xử lý; Trên thực tế, Đảo Phi Phi thải ra 83% nước thải chưa qua xử lý. Tất cả khách du lịch đến đảo phải trả một khoản phí 20 baht tại Bến tàu Ton Sai để hỗ trợ "giữ cho Ko Phi Phi sạch sẽ". "Chúng tôi thu tới 20.000 baht mỗi ngày từ khách du lịch tại bến tàu. Số tiền này sau đó được dùng để trả cho một công ty tư nhân vận chuyển rác từ đảo vào đất liền ở Krabi để xử lý ", ông Pankum Kittithonkun, Chủ tịch Tổ chức Hành chính Ao Nang (OrBorTor), cho biết. Thuyền lấy khoảng 25 tấn rác từ đảo hàng ngày, nếu thời tiết cho phép. Ao Nang OrBorTor trả 600.000 baht mỗi tháng cho dịch vụ. Vào mùa cao điểm, một chiếc thuyền Ao Nang OrBorTor được sử dụng để giúp vận chuyển rác thải. Làm trầm trọng thêm vấn đề chất thải của Phi Phi là nước thải. "Chúng tôi không có nhà máy quản lý nước thải ở đó. Hy vọng duy nhất của chúng tôi là các khách sạn, nhà hàng và các doanh nghiệp khác hành động có trách nhiệm - nhưng tôi không có niềm tin vào họ, "ông Pankum nói. "Tất nhiên họ phải tự xử lý nước thải trước khi xả ra biển, nhưng rất có thể họ chỉ bật thiết bị lên trước khi các sĩ quan đến kiểm tra." Ông Pankum nói, vấn đề cơ bản là ngân sách được phân bổ cho Ao Nang và Phi Phi dựa trên dân số đăng ký của nó, chứ không phải dựa trên số lượng người mà nó tổ chức hàng năm.
Vào tháng 6 năm 2018, Bãi biển Maya, nổi tiếng qua bộ phim The Beach năm 2000 của Leonardo DiCaprio, đã bị đóng cửa vô thời hạn để phục hồi. Bãi biển từng đón tới 5.000 lượt khách du lịch và 200 chiếc thuyền mỗi ngày.

## Ảnh

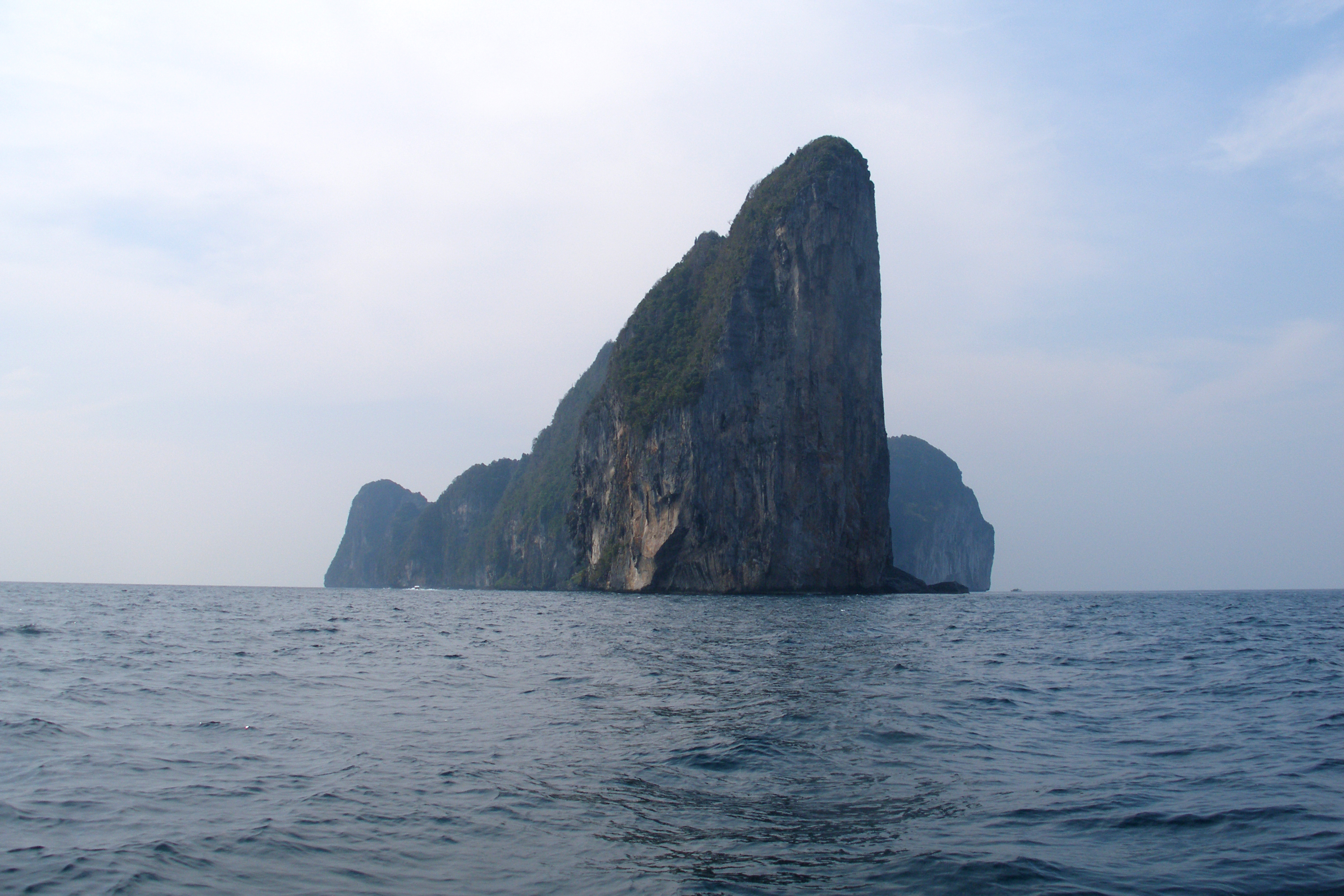
Vách đá vôi thẳng đứng của Ko Phi Phi Lay
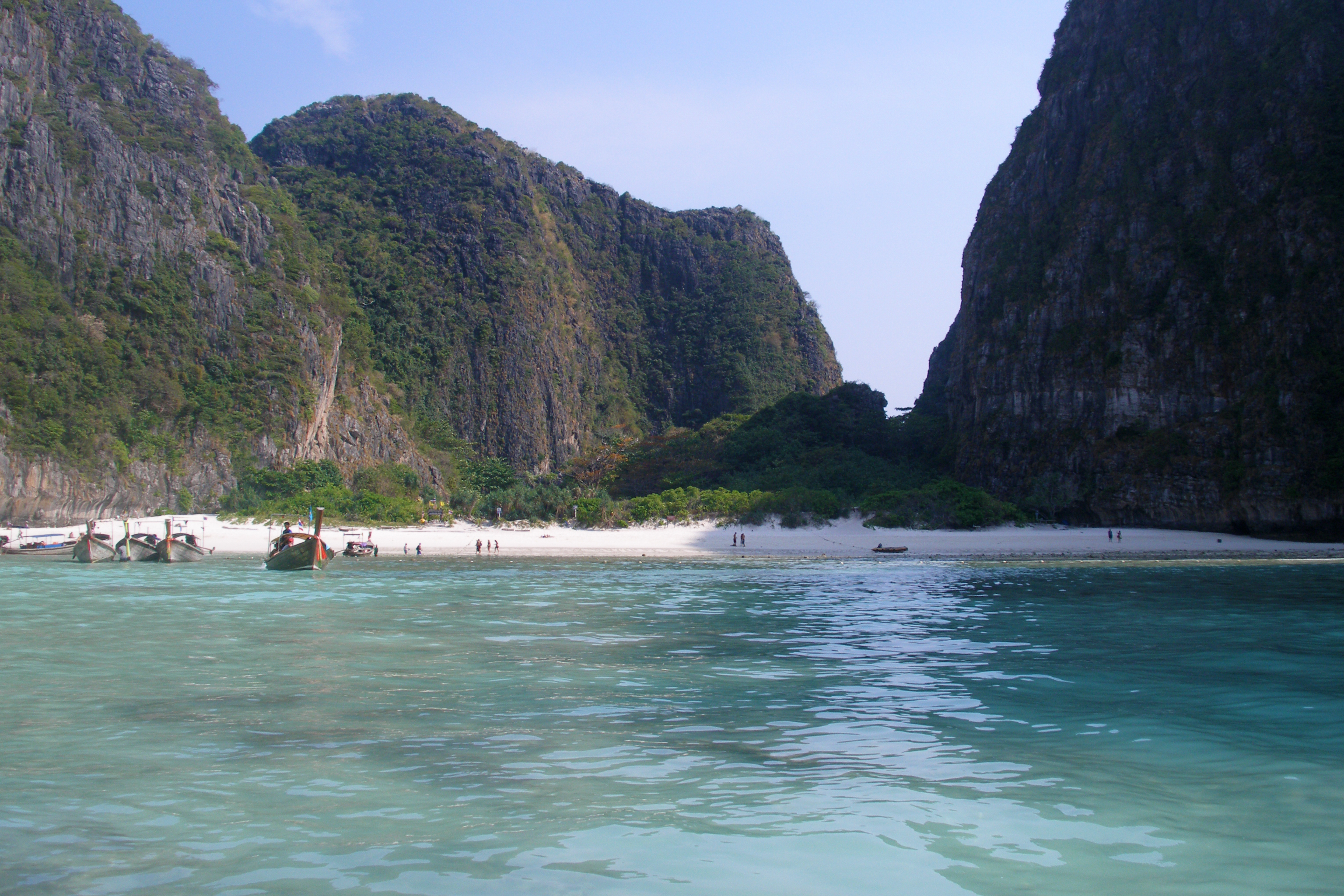
Bãi biển Maya tại Ko Phi Phi Lay
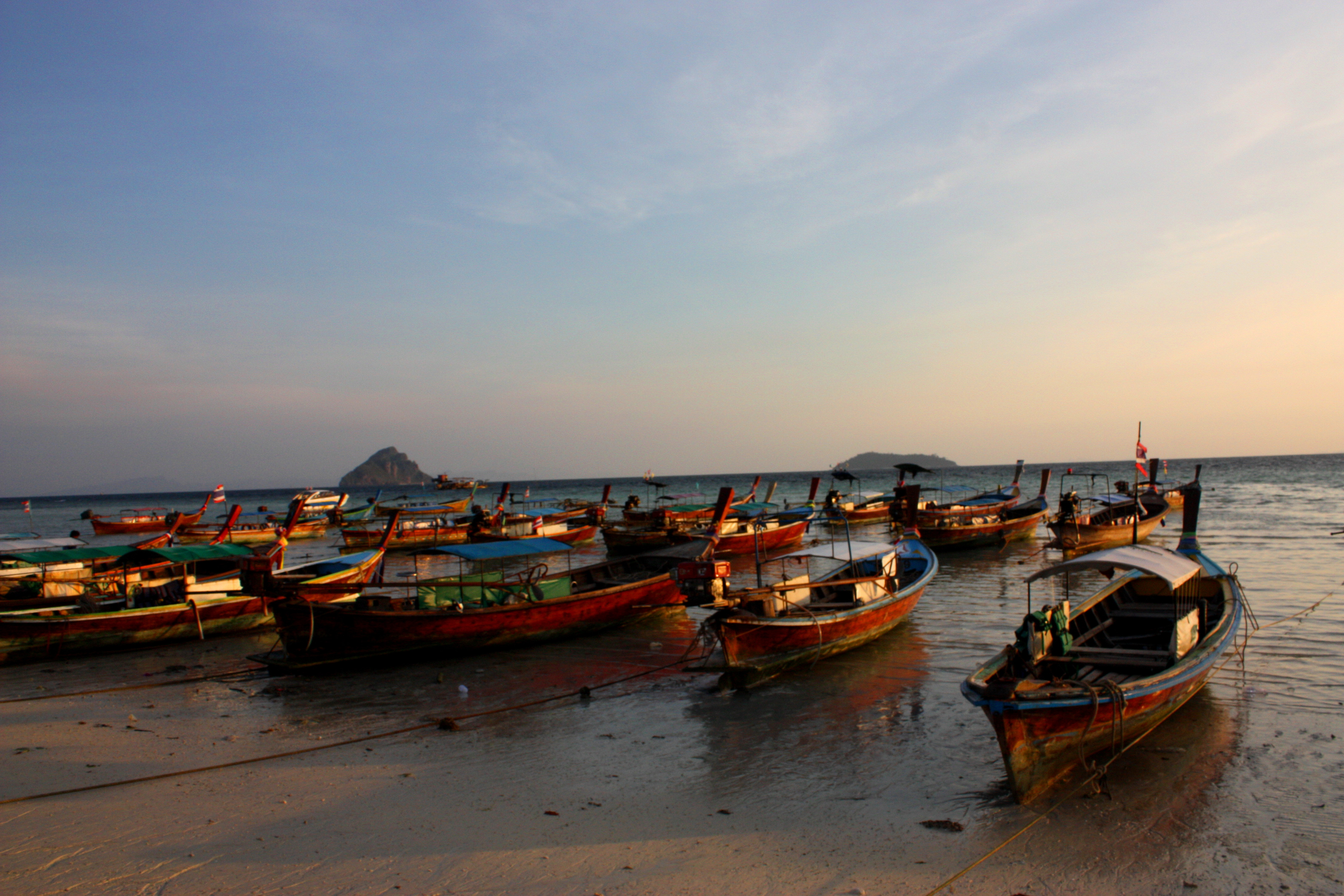
Đội thuyền "Sea gypsy", Ko Phi Phi
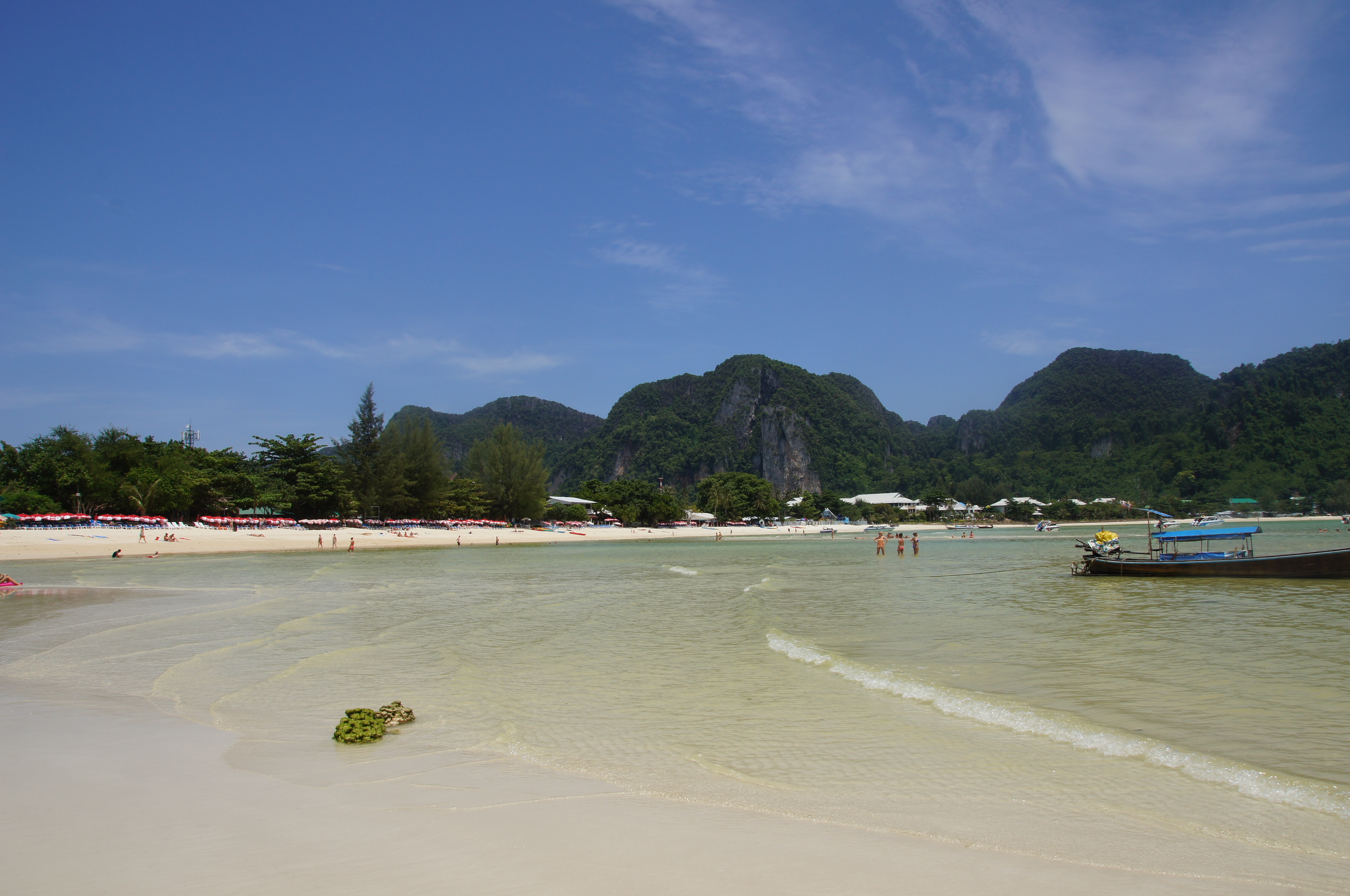
Một trong những bãi biển tại quần đảo Phi Phi
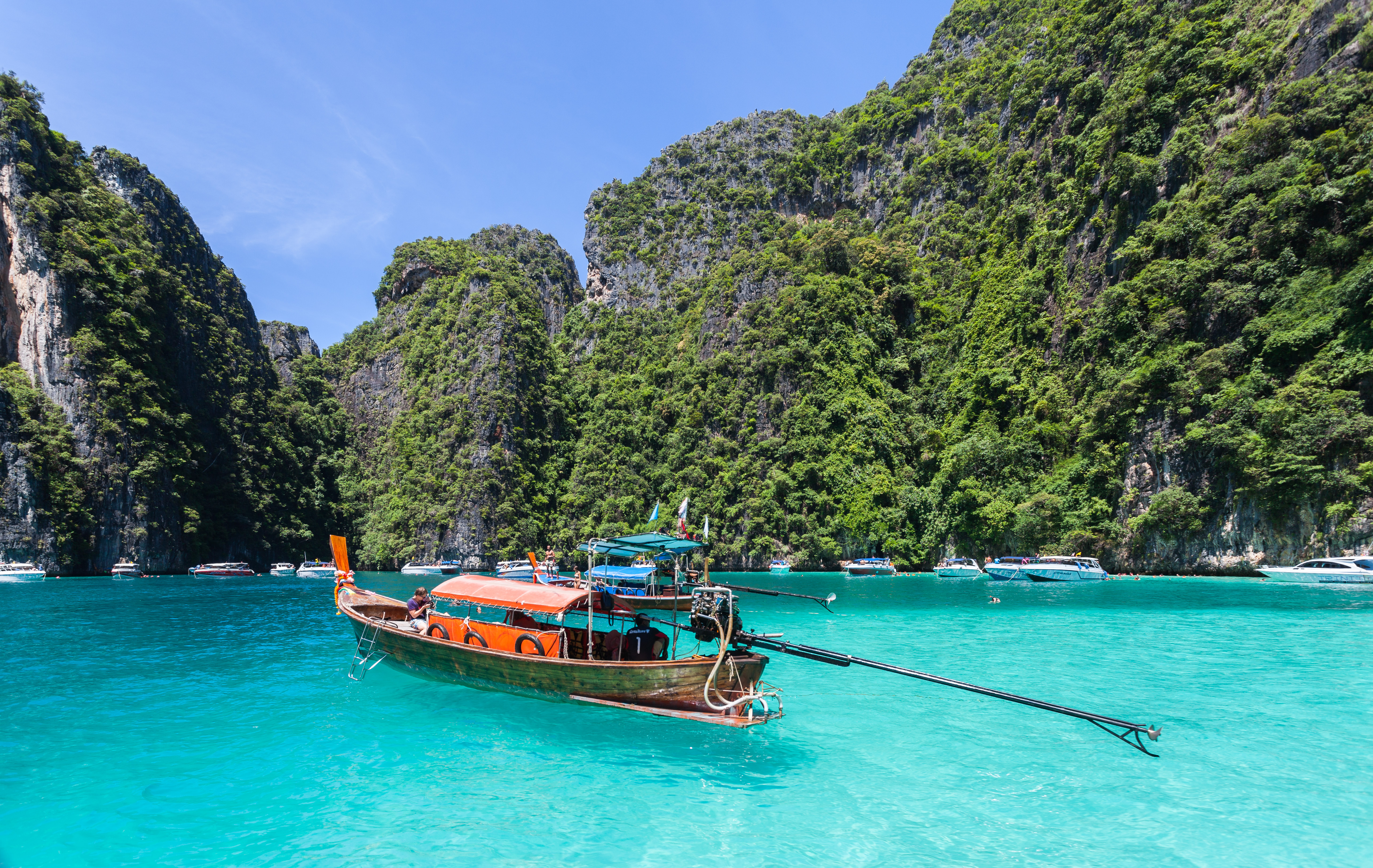
Thuyền đuôi dài tại bờ biển của quần đảo Phi Phi
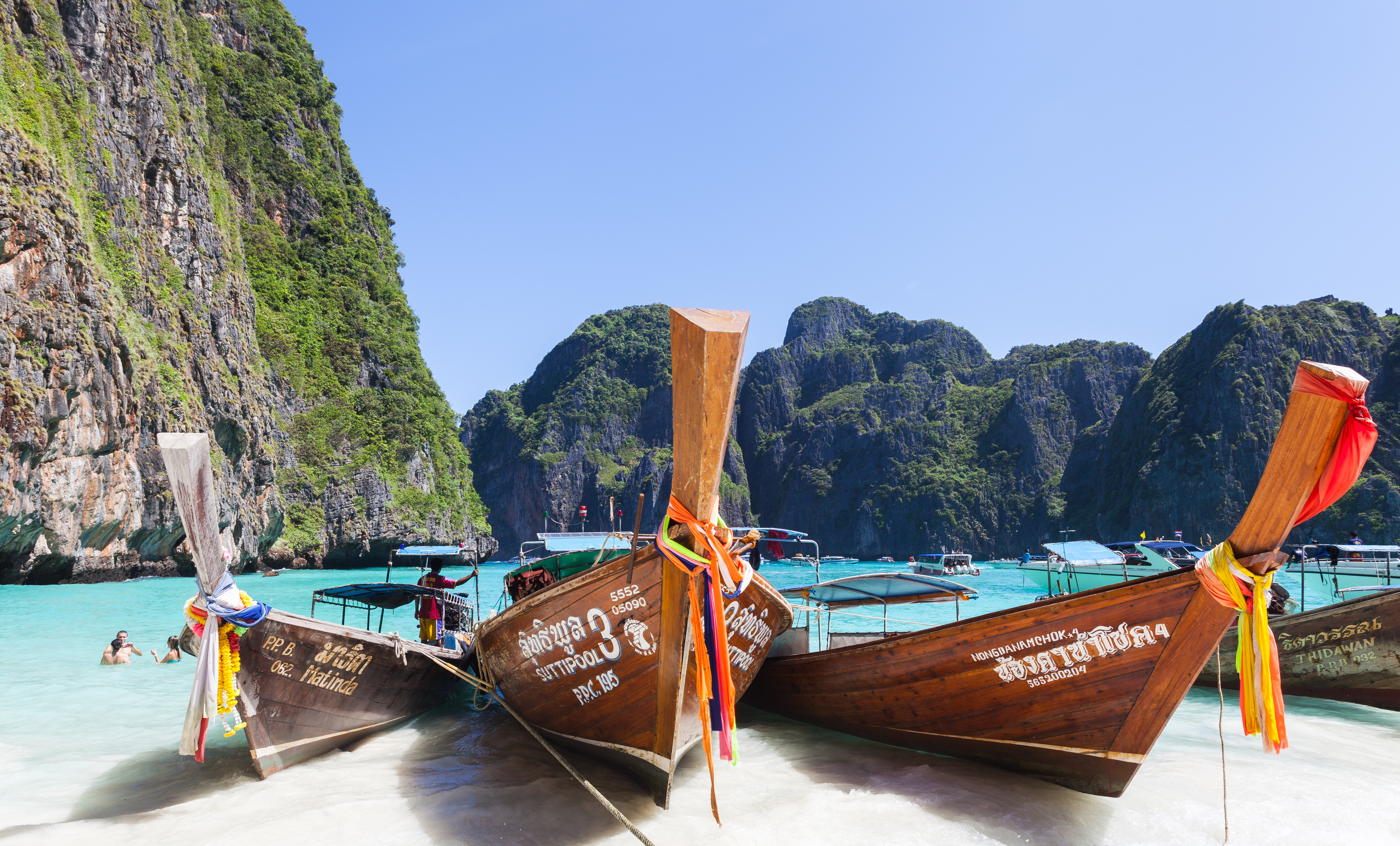
Thuyền đuôi dài, bãi biển Maya